# Nepticúlids
Els nepticúlids (Nepticulidae) és una família de lepidòpters heteroneures de la superfamília dels nepticuloïdeus (Nepticuloidea). Inclou 819 espècies d'arnes moltes petites distribuïdes arreu de la Terra.
La seva característica més destacada és la seva mida petita, que les converteixen en el microlepidòpters més reduïts; algunes de les espècie d'aquest gènere no superen 1 mil·límetre de longitud en repòs.